# Alveolo dentario

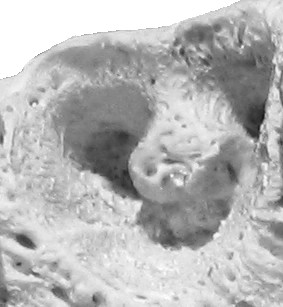
L'alveolo dentario del secondo dente premolare di un bovino.

L'alveolo dentario è quella cavità presente a livello delle ossa mascellari atta a contenere l'elemento dentario, cioè il dente, ed ove in cui alloggiano le radici dei medesimi. Le pareti dell'alveolo dentario sono delimitate da una sottile lamina di osso corticale che dà inserzione alle fibre del legamento parodontale.
L'alveolo presenta tre zone distinte: la zona corticale, la zona spugnosa e la regione alveolare propriamente detta.
Le placche corticali sono disposte in direzione linguale e labiale, e formano una regione di sostegno molto forte costituita da osso compatto, rivestita da osso poroso che costituisce lo strato schiumoso.
Il fondo di ogni alveolo può essere suddiviso in più loculi, ciascuno dedicato ad accogliere una radice del dente. Sempre sul fondo alveolare è possibile individuare dei piccoli canalicoli attraverso i quali transitano vasi e nervi diretti al dente. L'articolazione deputata a collegare  le radici dei denti e gli alveoli prende il nome di gonfosi o articolazione alveolodentaria, ed è una articolazione fibrotica che determina appunto la fissazione dei denti nelle proprie cavità alveolari.

## Fisiologia
Gli alveoli dentari sono, oltre ad una struttura anatomica, un'unità morfofunzionale. Le strutture dentali e i tessuti di sostegno devono infatti essere in grado di sopportare il lavoro della masticazione senza esserne compromessi nella loro integrità.
Per queste strutture gli stimoli derivanti dalla masticazione risultano fondamentali per mantenerne l'integrità anatomica e funzionale.

## Patologia
Processi infiammatori a carico degli alveoli dentali possono causare un'alveolite, provocando dolore e fastidio alla bocca. Nella grande maggioranza dei casi, l'alveolite compare come complicanza dell'estrazione di un dente, più spesso di un molare.